# Presses universitaires de France
Presses universitaires de France (abreujat PUF) és el nom d'una editorial francesa fundada el 1921 dedicada als llibres universitaris i de divulgació (com la col·lecció "Que sais-je?"), especialment de les àrees d'humanitats i ciències socials. El 2000 va abandonar la forma de cooperativa que havia tingut des del seu naixement per esdevenir una empresa amb accionariat procedent de diferents sectors (destaquen el Groupe Flammarion i Maaf Assurances).